# Bunuri mobile din domeniul artă plastică clasate în patrimoniul cultural național al României aflate în Argeș
Acestă listă conține bunurile mobile din domeniul artă plastică clasate în Patrimoniul cultural național al României aflate la momentul clasării în Argeș.

## Tezaur
| Foto | Informații generale                                            | Detalii tehnice | Descriere | Deținător                                      | Legături |
| ---- | -------------------------------------------------------------- | --- | --- | ---------------------------------------------- | -------- |
|      | Trei Vulturi Autor: Mešterović Ivan                            | Datare: 1930-1940 Dimensiuni: 180 x 191 x 187 cm Material: marmură albă, cioplire, finisare                                                                     | Conform tradiției orale, vulturii în marmură simbolizează pe cei trei frați Brătianu, puternice personalități, oameni politici, de prim rang ai Partidului Național Liberal în perioada interbelică: Ionel Brătianu (1864-1927), Dinu Brătianu (1966-1950), Vintilă Brătianu (1867-1930). | Muzeul Național Brătianu, Ștefănești           | Cimec    |
|      | Autoportret Autor: Schweitzer-Cumpăna, Rudolf                  | Datare: A doua jumătate a sec. al XVIII-lea Școală: Școala modernă românească contemporană Dimensiuni: L = 72 cm., l = 50 cm. Material: ulei pe carton          | Autoportretul artistului, cu halat roșu și pensula în mâna dreaptă - în clarobscur, cu accente clare de lumină în partea stângă și de umbră în dreapta. | Muzeul Județean Argeș, Pitești                 | Cimec    |
|      | Prânz țărănesc Autor: Schweitzer-Cumpăna, Rudolf               | Datare: 1958 Școală: Școala modernă românească contemporană Dimensiuni: L = 100 cm., l = 69 cm. Material: ulei pe hârtie de calc                                | Compoziție cu trei personaje (țărani), dispuse asimetric (2 la 1) cu tușă accentuată, în pastă groasă de culoare specifică artistului. Cei trei sunt așezați în jurul mesei pe care se află o sticlă, farfurie și un fruct. Gamă caldă de culoare, cu accente de brun, negru și albastru (în umbră). Desen viguros. | Muzeul Județean Argeș, Pitești                 | Cimec    |
|      | Cap de bătrân Autor: Schweitzer-Cumpăna, Rudolf                | Datare: Prima jumătate a sec. al XX-lea Școală: Școala modernă românească contemporană Dimensiuni: L = 42 cm., l = 38 cm. Material: ulei pe carton              | Portret de expresie. Studiu de portret în semiprofil: bărbat cu mustață; lumina este dirijată din partea dreaptă în culori calde: galben, orange; în umbră: brunuri, roșu englez, verde de China. Fond cald. | Muzeul Județean Argeș, Pitești                 | Cimec    |
|      | Maternitate Autor: Schweitzer-Cumpăna, Rudolf                  | Datare: 13 aprilie 1960 Școală: Școala modernă românească contemporană Dimensiuni: L = 72 cm., l = 52 cm. Material: ulei pe carton                              | Compoziție formată din trei personaje: în prim plan, personaj feminin cu un prunc în brațe; planul II, un alt personaj feminin. Paletă: verzuri, ocruri, griuri colorate - toate în pastă foarte colorată. | Muzeul Județean Argeș, Pitești                 | Cimec    |
|      | Dansul fluturilor Autor: Țuculescu, Ion                        | Datare: 1957 Școală: Școala modernă românească Dimensiuni: L = 55,5 cm., l = 46,5 cm. Material: ulei pe pânză                                                   | Compoziție cu elemente cromatice în albastru cobalt și verde crom. Pastă groasă de culoare. Accente de vernilen și galben crom în desen, spiralat pe suprafața lucrării. Pasta este pusă în mod accentuat în forma șirubalului de ochi. A participat la Expoziția Retrospectivă din lunile februarie-mai 1999, la Muzeul Național al României - catalog nr. 166. Nesemnat. | Muzeul Județean Argeș, Pitești                 | Cimec    |
|      | Cutia cu fard Autor: Țuculescu, Ion                            | Datare: 1957 Școală: Școala modernă românească Dimensiuni: L = 51,5 cm., l = 50 cm. Material: ulei pe carton                                                    | Compoziție de tip conceptual într-o gamă dinamică de culoare (vermilan, violet, albastru, verde veranse). Desen dur, din tub de culoare roșu vermilan, cu accente masive de negru; desen lipsoidal în care domină obsesia ochiului. Pasaje întrerupte de griuri colorate (roz). | Muzeul Județean Argeș, Pitești                 | Cimec    |
|      | Portret de fetiță Autor: Tonitza, Nicolae                      | Datare: Prima jumătate a sec. al XX-lea Școală: Școala modernă românească Dimensiuni: L = 42 cm., l = 34 cm. Material: ulei pe carton                           | Portret de fetiță cu capul ușor înclinat; bluzița albastră, în pete galbene, cu guleraș alb; fundal verde smaragd, cu pete de vernilon; decupajul portretului decorativ. Cap de fetiță pictat în stilul artistului. Cromatica: albastru, roșu, verde, ocru. | Muzeul Județean Argeș, Pitești                 | Cimec    |
|      | Peisaj cu casă Autor: Luchian, Ștefan                          | Datare: Prima jumătate a sec. al XX-lea Școală: Școala modernă românească Dimensiuni: L = 47 cm., l = 41 cm. Material: pastel pe carton                         | Desen de casă în peisaj având cromatică în griuri de albastru și pământuri. Central spre dreapta, tonuri de alb. Desen sensibil în cărbune, cu accente întrerupte. | Muzeul Județean Argeș, Pitești                 | Cimec    |
|      | Peisaj cu figură Autor: Verona, Arthur                         | Datare: Prima jumătate a sec. al XX-lea Școală: Școala modernă românească Dimensiuni: L = 62 cm., l = 41 cm. Material: ulei pe lemn                             | Cadru de pădure în tonuri de verde, brun, griuri de galben și ocru, cu accente de negru. Pastă groasă în cuțit și pensulă în raport cromatic, specific anotimpului de toamnă. Personaj feminin plasat în stânga, după secțiunea de aur. Intervenții ale desenului pictural cu negru în linie întreruptă. | Muzeul Județean Argeș, Pitești                 | Cimec    |
|      | Flori galbene Autor: Pallady, Theodor                          | Datare: Prima jumătate a sec. al XX-lea Școală: Școala modernă românească Dimensiuni: L = 38 cm., l = 45,5 cm. Material: ulei pe pânză, aplicată pe carton      | Vas cu flori galbene, cuțit și mere pe farfurie, așezate pe masă rotundă; în fundal, fereastră. Gamă cromatică, cu dominante de galben-verde pe verticală, în raport de griuri, de roz și gri neutru. Desen din culoare, cu accente de albastru ultramarin și negru, pastă în strat subțire, lasă să se întrevadă textura pânzei. Pe spatele lucrării Blanchet 38 Rue Bonaparte, Paris - în monogramă de paletă - denumirea suportului pe care este realizată lucrarea de pictură. | Muzeul Județean Argeș, Pitești                 | Cimec    |
|      | Peisaj marin Autor: Dărăscu, Nicolae                           | Datare: Prima jumătate a sec. al XX-lea Școală: Școala modernă românească Dimensiuni: L = 75 cm., l = 59 cm. Material: ulei pe pânză                            | Compoziție pe diagonală, ce desparte marea de țărm, cu cromatică în gamă rece albastru-verde, cu orizontale ocru. Desen în linie curbă, cu inflexiuni de linii drepte (casele de pe țărm) de brun și albastru Prusia. Accente de alburi și roșu englez, având pensulație întreruptă. | Muzeul Județean Argeș, Pitești                 | Cimec    |
|      | Compoziție Autor: Ressu, Camil                                 | Datare: A doua jumătate a sec. al XX-lea Școală: Școala modernă românească Dimensiuni: L = 65 cm., l = 50 cm. Material: ulei pe carton                          | În prim plan, copaci care încadrează compoziția, personaj feminin în costum național, cu ulcior în mână. Planul îndepărtat, casă cu acoperiș în două ape, plasată între copaci. Gamă de galben-violet, cu irizări de verde. Tușă vibrată în plan plat, cu desen de albastru. Verticalele copacilor echilibrează lucrarea. | Muzeul Județean Argeș, Pitești                 | Cimec    |
|      | Peisaj de pe Valea Trotușului Autor: Popescu, Ștefan           | Datare: Început de sec. XX Școală: Școala modernă românească Dimensiuni: L = 65 cm., l = 50 cm. Material: ulei pe pânză                                         | Compoziție clasică în maniera artistului, fixată pe trei registre: cerul, peisajul în sine și apa. Desen armonios, atât din culoare, cat și din linie. Pete largi ocru auriu și galben, cu spontaneități de accente de alburi colorate. Vedere perspectivală cu câteva case și biserică în stânga lucrării. Sublinieri ale desenului pictural pe întreaga suprafață a lucrări. Există un echilibru cromatic de cald și rece, pe întreaga suprafață.                                | Muzeul Județean Argeș, Pitești                 | Cimec    |
|      | Case Autor: Popescu, Vasile                                    | Datare: 1923 Școală: Școala modernă românească Dimensiuni: L = 48 cm., l = 41 cm. Material: ulei pe carton                                                      | Cadru din peisaj din zonă de munte. Primul plan în gamă de ocru-verde. Planul central cu case în decupaje de alburi și griuri colorate de albastru, cu desen în linii drepte. Fundal de munte, în verde-albastru, cu cer în albastru cobalt și cerulum. Pensulație vibrată și liberă în strat subțire de culoare. | Muzeul Județean Argeș, Pitești                 | Cimec    |
|      | Flori roșii Autor: Pallady, Theodor                            | Datare: Prima jumătate a sec. al XX-lea Școală: Școala modernă românească Dimensiuni: L = 38 cm., l = 32 cm. Material: ulei pe carton                           | Vază cu flori și carte așezată pe o masă. Lucrare cu centrul de interes pe florile roșii. Cromatică roșu-verde, în acord cu griuri colorate, pe fundal închis, albastru de prusia. Desen pictural, cu ușor decorativism roșu pe fața de masă. | Muzeul Județean Argeș, Pitești                 | Cimec    |
|      | Piață la Veneția Autor: Dărăscu, Nicolae                       | Datare: Prima jumătate a sec. al XX-lea Școală: Școala modernă românească Dimensiuni: L = 59,5 cm., l = 47 cm. Material: ulei pe carton                         | Compoziție pe verticală, cu desen pictural albastru, cu gamă cromatică caldă: roșu, ocru, orange, roșu venețian. Cadru specific venețian, reprezentând "Piața Palatului Ducal în perspectivă". Accente de galben în lumină, în contrast cu albastrul cobalt al cerului. Centrul de interes al lucrării îl reprezintă forfota specifică, cu personaje colorate, în gamă cromatică de culori de pământ, pe un fundal luminos.                                                        | Muzeul Județean Argeș, Pitești                 | Cimec    |
|      | Balcic Autor: Grigorescu, Lucian                               | Datare: A doua jumătate a sec. al XX-lea Școală: Școala modernă românească Dimensiuni: L = 46 cm., l = 33 cm. Material: ulei pe carton                          | Peisaj cu case într-o gamă dominantă, roșu, verde și griuri colorate. Accente de albastru prusia și brun. În plan îndepărtat, în partea stângă, o turlă de biserică și acoperișuri de case, în manieră specifică artistului. Pastă subțire de culoare. | Muzeul Județean Argeș, Pitești                 | Cimec    |
|      | Portret Autor: Iser, Iosif                                     | Datare: Prima jumătate a sec. al XX-lea Școală: Școala modernă românească Dimensiuni: L = 41 cm., l = 33 cm. Material: ulei pe pânză                            | Personaj feminin din Toledo, cu vestimentație specifică regiunii. Desen din culoare, cu ample irizații de roz, atât pe carnație, cât și în fundal. Partea centrală este susținută de o pată intensă de albastru închis, care se regăsește și sub formă de accente în cromatică deschisă. Tonuri reci în ansamblul lucrării, începând de la griuri de verde, griuri de roșu și ocru.                                                                                                | Muzeul Județean Argeș, Pitești                 | Cimec    |
|      | Flori Autor: Petrașcu, Gheorghe                                | Datare: Prima jumătate a sec. al XX-lea Școală: Școala modernă românească Dimensiuni: L = 30,5 cm., l = 25 cm. Material: ulei pe carton                         | Lucrare în două registre, cu vas cu flori central. Cromatică monocoloră, în nuanțe de griuri colorate. Fundalul închis, negru, în partea superioară. Flori roșii, tonuri închise specifice stilului artistului. | Muzeul Județean Argeș, Pitești                 | Cimec    |
|      | Portret Autor: Tonitza, Nicolae                                | Datare: Prima jumătate a sec. al XX-lea Școală: Școala modernă românească Dimensiuni: L = 79,5 cm., l = 69 cm. Material: ulei pe carton                         | Bărbat cu mustață și cravată, stând la birou, pe scaun. Fundal: dulap cu cărți. Dreapta sus, o porțiune de covor geometric; cromatică: griuri colorate; dominantă: costumul bărbatului, gri; paletă variată de culoarer în planul doi: albastru, verde, ocru, roșu; desen din culoare. | Muzeul Județean Argeș, Pitești                 | Cimec    |
|      | Peisaj cu case Autor: Steriadi, Jean Alexandru                 | Datare: 1933 Școală: Școala modernă românească Dimensiuni: L = 37,5 cm., l = 44,5 cm. Material: ulei pe pânză                                                   | Compoziție perspectivală, într-o cromatică de ocruri-verzi, cu pensulație variată. În prim plan, o stradă cu case vechi, pe care lumina și umbra cad ritmat, în tușe de ocru, ton în ton. Fundalul de verde-violet se integrează ca tonalitate în întreaga compoziție, prin tușe mărunte de culoare. Desenul în tonuri de brun, întregește construcția lucrării, susținând culoarea prin verticale. Tente de griuri, de albastru și roșu, echilibrează efectul optic al lucrării.  | Muzeul Județean Argeș, Pitești                 | Cimec    |
|      | Case Autor: Phoebus, Alexandru                                 | Datare: Prima jumătate a sec. al XX-lea Școală: Școala modernă românească Dimensiuni: L = 70 cm., l = 52 cm. Material: ulei pe carton                           | Interior de curte cu acoperișuri de case și balcoane. Desen riguros drept în manieră cubistă, în tonuri de roșu englez și roșu venețian. Desen de planuri înclinate, cu accente de brun și albastru. Pe spatele lucrării este un autoportret început și neterminat (autoportret cu bască). | Muzeul Județean Argeș, Pitești                 | Cimec    |
|      | Interior Autor: Iorgulescu-Yor, Petre                          | Datare: Prima jumătate a sec. al XX-lea Școală: Școala modernă românească Dimensiuni: L = 55 cm., l = 48,5 cm. Material: ulei pe carton                         | Interior de cameră cu șemineu, având deasupra oglindă cu două sfeșnice dispuse simetric pe panouri de culoare roșie. Trei fotolii în jurul unei mese având picioare în acoladă; lambriu în cameră, de culoare roșie englez; gamă: roșu verde și griuri colorate. Încadrare a compoziției în perspectivă. | Muzeul Județean Argeș, Pitești                 | Cimec    |
|      | Natură statică cu fructe și flori Autor: Theodorescu-Sion, Ion | Datare: Prima jumătate a sec. al XX-lea Școală: Școala modernă românească Dimensiuni: L = 61 cm., l = 50 cm. Material: ulei pe pânză                            | Cadru cu o vază cu flori, farfurie cu fructe și ceașcă, așezate pe un șervet alb, pe o masă. Ambient cu gamă cromatică roșu-verde, orange-albastru, cu tentă ușor decorativă. Pensulație cu tentă plată de culoare, cu desen pictural, linie întreruptă colorată. | Muzeul Județean Argeș, Pitești                 | Cimec    |
|      | Fetița cu pisici Autor: Demetrescu-Mirea, Gheorghe             | Datare: 1896 Școală: Școala modernă românească Dimensiuni: L = 16,6 cm., l = 11 cm., cu ramă: 22,6/17,2 cm. Material: ulei pe pânză                             | Portret de copil în rochiță albă, cu broderie, ținând în brațe două pisici. Pe cap poartă pălărie cu funde albastre. Portretul reprezintă pe Marguerita Mirea, fetița artistului. Portret figurativ cu influențe grigoresciene (portretul), fundal griuri de alb colorat; stg. jos, o margaretă (floare). Pe spate, pe pânză, inscripționat cu pensula: Proprietatea și portretul Marguerita Mirea.                                                                                | Muzeul Județean Argeș, Pitești                 | Cimec    |
|      | Peisaj din Cassis Autor: Grigorescu, Lucian                    | Datare: A doua jumătate a sec. al XX-lea Școală: Școala modernă românească Dimensiuni: L = 62 cm., l = 46 cm. Material: ulei pe carton                          | Pictură de tip impresionist, în gamă cald-rece, cu irizări de albastru, în partea de jos a lucrării. Dominantă roșu-orange, cu accente de verde din desen. Pensulație dinamică, pastă subțire de culoare. | Muzeul Județean Argeș, Pitești                 | Cimec    |
|      | Peisaj de iarnă Autor: Bunescu, Marius                         | Datare: A doua jumătate a sec. al XX-lea Școală: Școala modernă românească Dimensiuni: L = 46 cm., l = 32,5 cm. Material: ulei pe pânză lipită pe carton        | Casă în peisaj, având în prim plan doi arbori desfrunziți, în gamă de griuri colorate, reci, specific anotimpului de iarnă. Gamă de roșu englez și ocru, cu accente de negru, în desenul compoziției. Planul doi, casă cu acoperiș alb și cer albastru grizat. | Muzeul Județean Argeș, Pitești                 | Cimec    |
|      | Trandafiri albi Autor: Luchian, Ștefan                         | Datare: Prima jumătate a sec. al XX-lea Școală: Școala modernă românească Dimensiuni: L = 44 cm., l = 34,5 cm. Material: ulei pe carton                         | Vas de pământ, așezat central. Florile - trandafirii - în pete largi de culoare; tonuri ocru-auriu și ocru-galben în fundal; cromatică: ocru-verde-alb; griuri estompate. Registrul de jos, verde deschis. | Muzeul Județean Argeș, Pitești                 | Cimec    |
|      | Veneția Autor: Baba, Corneliu                                  | Datare: A doua jumătate a sec. al XX-lea Școală: Școala modernă românească Dimensiuni: L = 54 cm., l = 48,5 cm. Material: ulei pe carton                        | Clădiri din Veneția; cadru specific venețian, manieră babistă. Paletă: roșu carmin, ocru, albastru prusia, negru brun. În prim plan, 2 clădiri în compoziție tip friză; accente puternice de alb și negru; pastă groasă de culoare. Pe spate lucrarea de pictură a participat la Trienara țărilor socialiste din Sofia, 1973. | Muzeul Județean Argeș, Pitești                 | Cimec    |
|      | Colibă în peisaj Autor: Grigorescu, Nicolae                    | Datare: A doua jumătate a sec. al XIX-lea Școală: Școala modernă românească Dimensiuni: L = 35 cm., l = 22,5 cm. Material: ulei pe lemn                         | Central, spre dreapta, o colibă - probabil de țigani - în tonuri de brun, carmin și griuri de ocru. Lucrare împărțită în două registre, respectiv cer și terestru, cu centru optic, colibă. Desen rapid, din culoare cu accente de brun, într-un raport cromatic de griuri, de violet și albastru. | Muzeul Județean Argeș, Pitești                 | Cimec    |
|      | Peisaj Autor: Damian, Horia                                    | Datare: 1960 Școală: Școala modernă românească Dimensiuni: L = 50 cm., l = 36 cm. Material: ulei pe carton                                                      | Cadru de natură cu clădire, în planul îndepărtat. În dreapta, copac aplicat cu desen din pete de culoare. Gamă cromatică rece, alabstru-verde, cu tușe de culoare, energice, brun-negru-roșu englez. Desen colorat cu pete largi de albastru, verde și griuri colorate, pastă groasă de culoare. (Muzeul Județean Argeș de astăzi). | Muzeul Județean Argeș, Pitești                 | Cimec    |
|      | Natură statică cu stilet Autor: Iorgulescu-Yor, Petre          | Datare: Început de sec. XX Școală: Școala modernă românească Dimensiuni: L = 88 cm, l = 65 cm. Material: ulei pe pânză                                          | Pe o masă, aglomerare de obiecte, respectiv: potir de alamă, vas de ceramică; pe farfurie, statuetă cu soclu reprezentând un nud; în dreapta, o carte întredeschisă, cu un stilet; în plan îndepărtat, o icoană. Obiectele sunt așezate pe o draperie colorată. Paletă: ocruri, albastru cobalt, griuri colorate. A participat la expoziție Petre Iorgulescu Yor, București, mai-iunie 2005 la Muzeul Național de Artă a României.                                                 | Muzeul Județean Argeș, Pitești                 | Cimec    |
|      | Portret de femeie Autor: Stoenescu, Eustațiu                   | Datare: Prima jumătate a sec. al XX-lea Școală: Școala modernă românească Dimensiuni: L = 100 cm., l = 71 cm. Material: ulei pe pânză                           | Portret compozițional, în gama monocoloră. Se distinge portretul și mâna stângă legate între ele printr-un șirag de mărgele. Gamă de albastruri de Prusia pe un fundal de griuri colorate. Lumina cade pe fața personajului din partea stângă, cu inflexiuni ocru, galben, roz. Desen virtuos cu pensulație picturală liberă, strat subțire de culoare. | Muzeul Județean Argeș, Pitești                 | Cimec    |
|      | Compoziție III Autor: Catargi, Henri                           | Datare: A doua jumătate a sec. al XX-lea Școală: Școala modernă românească Dimensiuni: L = 81 cm., l = 60 cm. Material: mixtă: ulei, tempera, cărbune pe carton | Cadru de cherhana; două personaje care prepară pește și animale marine. Paletă: dominantă de albastru, griuri colorate, orange, roșu englez. Compoziție tip schiță de culoare, cu accente de desen în cărbune, planuri largi de culoare cu accente evidente de orange. | Muzeul Județean Argeș, Pitești                 | Cimec    |
|      | Femeie tânără Autor: Popp, Mișu                                | Datare: A doua jumătate a sec. al XIX-lea Școală: Școala modernă românească Dimensiuni: L = 68 cm., l = 55 cm. Material: ulei pe pânză                          | Scenă de gen cu personaj romantic, având sânul drept dezgolit. Poziție gestuală, cu mâna stângă deasupra capului. Personajul stă culcat pe o pernă cu broderie. Cromatică: griuri de alb și brun; tonuri în clarobscur. | Muzeul Județean Argeș, Pitești                 | Cimec    |
|      | Natură statică cu pipă Autor: Catargi, Henri                   | Datare: 1964 Școală: Școala modernă românească Dimensiuni: L = 71 cm., l = 59 cm. Material: ulei pe pânză                                                       | Compoziție după secțiunea de aur; în prim-plan, o masă elipsoidală, având pe ea o fructieră și o pipă pe carte. Desenul cu negru, cu accente întrerupte. Paletă de ocruri, verde și accente de roșu-englez. Registrul de jos, în roșu englez și brun. Semnat stg. jos cu orange: H.H. Catargi '64 - semnat dublu mai jos cu roșu: H.H.C. '64. | Muzeul Județean Argeș, Pitești                 | Cimec    |
|      | Flori de spânz Autor: Ghiață, Dumitru                          | Datare: 1944 Școală: Școala modernă românească Dimensiuni: L = 41 cm., l = 33 cm. Material: ulei pe carton                                                      | Vas cu flori pe fond vibrat cu flori în gamă verde, galben și roșu (în complementar). Fundal dreapta cu desen liniar fărâmițat. Vasul albastru așezat pe registrul de jos în cromatică de griuri violet. | Muzeul Județean Argeș, Pitești                 | Cimec    |
|      | Car cu boi Autor: Grigorescu, Nicolae                          | Datare: A doua jumătate a sec. al XIX-lea Școală: Școala modernă românească Dimensiuni: L = 45 cm., l = 24 cm. Material: ulei pe lemn                           | Compoziție tipic grigoresciană, cu registre orizontale, în tonuri deschise calde și reci. Central, car cu boi, în tușe largi de culoare, de la griuri de violet și albastru, până la luminozități de ocru și verde. Compoziție perspectivală cu centru de fugă, șir de care cu coviltir. | Muzeul Județean Argeș, Pitești                 | Cimec    |
|      | Compoziție II Autor: Catargi, Henri                            | Datare: Sec. XX;2/2 Școală: Școala modernă românească Dimensiuni: L = 81 cm., l = 65,5 cm. Material: mixtă: ulei, tempera, cărbune pe carton                    | Interior cu personaje și animale marine, plan îndepărtat fereastră, unde se întrezărește marea: câmp de tip perspectival cu două personaje (femei), animale marine care stau pe mese. Paletă: griuri colorate și dominantă roz, accent puternic de albastru ultramarin și desen în cărbune; pensulație în pete mari de culoare de tip laviu. | Muzeul Județean Argeș, Pitești                 | Cimec    |
|      | Sfântul Ioan Botezătorul șI Maica Domnului cu Pruncul          | Datare: Înc. sec. XVI Școală: Atelier din Țara Românească Material: tempera pe lemn                                                                             | | Centrul Cultural „Petre Ionescu-Muscel”, Argeș | Cimec    |

## Fond
| Foto | Informații generale                                     | Detalii tehnice | Descriere | Deținător                      | Legături |
| ---- | ------------------------------------------------------- | --- | --- | ------------------------------ | -------- |
|      | Studiu pentru portret Autor: Schweitzer-Cumpăna, Rudolf | Datare: A doua jumătate a sec. al XX-lea Școală: Școala modernă românească contemporană Dimensiuni: L = 49,5 cm., l = 43 cm. Material: pânză aplicată pe carton; ulei pe pânză | Portret în clarobscur - personaj apropiat artistului (feminin) cu pălărie pe cap; lumina vine din josul lucrării, punând chipul într-un mister deosebit de interesant. Paletă: brun, roșu-englez, negru. | Muzeul Județean Argeș, Pitești | Cimec    |
|      | Bătrân Autor: Schweitzer-Cumpăna, Rudolf                | Datare: Prima jumătate a sec. al XX-lea Școală: Școala modernă românească contemporană Dimensiuni: L = 90 cm., l = 65 cm. Material: ulei pe pânză                              | Personaj amplasat central, sprijinindu-se în baston, cu capul aplecat și pălăria în mână. Poartă haine țărănești. Paletă de cald și rece. Personajul este decupat pe fond luminos (galben). | Muzeul Județean Argeș, Pitești | Cimec    |
|      | Dogarii Autor: Schweitzer-Cumpăna, Rudolf               | Datare: Prima jumătate a sec. al XX-lea Școală: Școala modernă românească contemporană Dimensiuni: L = 94 cm., l = 69,5 cm. Material: ulei pe carton                           | În prim plan, personaj șezând îmbrăcat, în haine țărănești, în stânga, capul unui alt personaj; fundal în roșu, brun; personajul în griuri de alb și culori calde; accente de vermilon, umbră ocru-verde. | Muzeul Județean Argeș, Pitești | Cimec    |
|      | Vlăsceancă bătrână Autor: Schweitzer-Cumpăna, Rudolf    | Datare: Prima jumătate a sec. al XX-lea Școală: Școala modernă românească contemporană Dimensiuni: L = 95 cm., l = 70 cm. Material: ulei pe carton                             | Personaj feminin în poziție șezut. Gamă: galbenuri și ocruri, brunuri, negruri. Lucrarea este împărțită în două registre verticale: unul, cel din dreapta, brunuri, cel din stânga, luminos: ocruri, orange și griuri colorate. | Muzeul Județean Argeș, Pitești | Cimec    |
|      | Cap de fată Autor: Schweitzer-Cumpăna, Rudolf           | Datare: Prima jumătate a sec. al XX-lea Școală: Școala modernă românească contemporană Dimensiuni: L = 43 cm., l = 32 cm. Material: ulei pe carton                             | Portret din profil cu accente puternice de roșu și brun, desen pictural. Lumina vine din partea dreaptă; decupaj de profil în pete largi de culoare (griuri colorate). Fundal albastru prusia și brunuri. | Muzeul Județean Argeș, Pitești | Cimec    |
|      | Flori în vas Autor: Dimitrescu, Ștefan                  | Datare: Prima jumătate a sec. al XX-lea Școală: Școala modernă românească Dimensiuni: L = 30 cm., l = 22 cm. Material: ulei pe carton                                          | Flori roz într-o cană tărănească, cu toartă. Fundal albastru, ultramarin, având accente de brun și orcu. Desen pictural, tușă ușor decorativă. | Muzeul Județean Argeș, Pitești | Cimec    |
|      | Interior de curte Autor: Steriadi, Jean Alexandru       | Datare: 1921 Școală: Școala modernă românească Dimensiuni: L = 48 cm., l = 40 cm. Material: ulei pe carton                                                                     | Compoziție cu acord armonios de culoare, în complementare de roșu-verde. Desen echilibrat din culoare, cu pensulație vibrată pe întreaga suprafață a lucrării. Registre orizontale în tonuri rupte, începând cu griuri de ocru deschis în amestec și albastru în juxtapunere. Accente de negru, care pauzează lucrarea în zonele vibrate. | Muzeul Județean Argeș, Pitești | Cimec    |
|      | Țărănci argeșene Autor: Ressu, Camil                    | Datare: Prima jumătate a sec. al XX-lea Școală: Școala modernă românească Dimensiuni: L = 65cm., l = 50 cm. Material: ulei pe carton                                           | Compoziție cu trei țărănci șezând în prim plan. Pe fundal, un câmp cu flori, în game diferite. Desen figurativ cu accente de roșu pe costumele personajelor, cât și în planul îndepărtat. Cromatică de ocru-verde pe întreaga suprafață. | Muzeul Județean Argeș, Pitești | Cimec    |
|      | Case primăvara Autor: Ghiață, Dumitru                   | Datare: Prima jumătate a sec. al XX-lea Școală: Școala modernă românească Dimensiuni: L = 60,5 cm., l = 49,5 cm. Material: ulei pe carton                                      | Cadru cu casă în prim plan, cârciumă cu firmă deasupra "ION DUMITRU"; în planul al doilea, acoperișuri de case și arbori; gamă bogată de culoare. Copacii verde (gamă rece) cu ecleraj de albastru (cerul). Pensulație vibrată cu tușe largi de culoare, paletă diversă de la cald la rece. | Muzeul Județean Argeș, Pitești | Cimec    |
|      | Case vechi Autor: Petrașcu, Gheorghe                    | Datare: 1919 Școală: Școala modernă românească Dimensiuni: L = 33 cm., l = 23,5 cm. Material: ulei pe lemn                                                                     | Compoziție în cromatică potolită, în tonuri de griuri colorate. Fundal cer albastru, desenul caselor în negru. Central, griuri de galben și roșu venețian. | Muzeul Județean Argeș, Pitești | Cimec    |
|      | La moară Autor: Ressu, Camil                            | Datare: Prima jumătate a sec. al XX-lea Școală: Școala modernă românească Dimensiuni: L = 65 cm., l = 50 cm. Material: ulei pe carton                                          | Compoziție cu patru personaje în prim plan. Fundalul format din case, cu lumina care vine din stânga. Griuri colorate, cu accente de brunuri și culori de pământ. Cerul gri-violet, în pensulație modulată, la fel si restul compoziției. Tușa de culoare amplă, cu decupaje de lumină și umbră. | Muzeul Județean Argeș, Pitești | Cimec    |
|      | Curte interioară Autor: Vermont, Nicolae                | Datare: Prima jumătate a sec. al XX-lea Școală: Școala modernă românească Dimensiuni: L = 15 cm., l = 12 cm. Material: ulei pe lemn                                            | Curte interioară - central casă, cu ușa deschisă, în stânga trei căruțe: cromatică în griuri colorate. Pe spatele lucrării este inscripționat: "Le Jury International a l'Expozition Universelle de Paris a dicerne le Grand Prix a Monsieur Ernest Prichant pour ses excellents cigares VENI-VIDI-VICI". | Muzeul Județean Argeș, Pitești | Cimec    |
|      | Natură statică cu flori Autor: Popescu, Ștefan          | Datare: 1924 Școală: Școala modernă românească Dimensiuni: L = 65,5 cm., l = 50 cm. Material: ulei pe pânză                                                                    | Vază cu flori așezată pe o masă într-o gamă de roșu-violet, cu multe accente de griuri, derivând din acestea. Desen figurativ cu accente de verde, fundal de gri cu alb, împărțit după secțiunea de alb. Registrul de jos în ocru auriu, cu umbre de albastru prusia. Semnătura St. Popescu este însoțită de anul execuției 1924. | Muzeul Județean Argeș, Pitești | Cimec    |
|      | Femeie în galben Autor: Pallady, Theodor                | Datare: Prima jumătate a sec. al XX-lea Școală: Școala modernă românească Dimensiuni: L = 66 cm., l = 55 cm. Material: acuarelă pe carton                                      | Laviu în acuarelă reprezentând o femeie așezată pe fotoliu cu cotul drept pe masă. Gamă de galben și verde; desen riguros geometric; fundalul este lăsat culoarea cartonului, ocru deschis. | Muzeul Județean Argeș, Pitești | Cimec    |
|      | Natură statică Autor: Șirato, Francisc                  | Datare: Prima jumătate a sec. al XX-lea Școală: Școala modernă românească Dimensiuni: L = 36,5 cm., l = 30,5 cm. Material: ulei pe carton                                      | Gamă diversă cu griuri unitare; tonuri de roșu și brun pe cele trei obiecte, respectiv sticlă, pahar și cupă. Griuri transparente pe fundalul compoziției. Desen din culoare fără linie de accent. | Muzeul Județean Argeș, Pitești | Cimec    |
|      | Bătrân Autor: Băncilă, Octav                            | Datare: Prima jumătate a sec. al XX-lea Școală: Școala modernă românească Dimensiuni: L = 47 cm., l = 36 cm. Material: ulei pe pânză                                           | Portret în clarobscur, cu nuanțe de roșu și roz; portretul se decupează pe un fond închis-brun-negru. Lucrătură în pastă groasă în cuțit. Tonalități închise de la brun până la negru. Personajul poartă mustață și căciulă pe cap. | Muzeul Județean Argeș, Pitești | Cimec    |
|      | Natură statică cu flori Autor: Popescu, Ștefan          | Datare: Început de sec. XX Școală: Școala modernă românească Dimensiuni: L = 35 cm., l = 26 cm. Material: ulei pe lemn                                                         | Compoziție florală în gamă de rozuri, griuri de galben și griuri de roșu. Sublinierea decupajului floral pe fond galben-albăstrui. Cromatică echilibrată de cald și rece, respectiv florile în culori calde - fundal în culori reci. Irizări de culoare întreagă, compoziție de la cald la rece. | Muzeul Județean Argeș, Pitești | Cimec    |
|      | Moară în peisaj Autor: Ressu, Camil                     | Datare: Prima jumătate a sec. al XX-lea Școală: Școala modernă românească Dimensiuni: L = 41 cm., l = 32,5 cm. Material: ulei pe carton                                        | Cadru de natură la margine de pădure, imagine perspectivală. În prim plan, drum de pădure cu râu. Pe fundal, casă cu acoperiș în două ape. Desen în linii drepte, cu accente evidente de violet-orange, cu integrari de ocru-verde. Pe spatele lucrării, un alt peisaj, probabil neterminat. | Muzeul Județean Argeș, Pitești | Cimec    |
|      | Maluri toamna Autor: Acontz, Nutzi                      | Datare: 1954 Școală: Școala modernă românească Dimensiuni: L = 46 cm., l = 38 cm. Material: ulei pe pânză                                                                      | Două orizontale tip friză în gamă rece de griuri albastru. Cerul și râul separaă compoziția de dealurile din fundal. Cromatică ocru-verde și brun, cu desen din culoare. Pe spatele pânzei, etichetă: Râul Doamnei (jud. Argeș); anul 1954; retrospectiva 24.12.1967 - 14.01.1968, Iași. | Muzeul Județean Argeș, Pitești | Cimec    |
|      | Peisaj cu schiori Autor: Ghiață, Dumitru                | Datare: A doua jumătate a sec. al XX-lea Școală: Școala modernă românească Dimensiuni: L = 55 cm., l = 45 cm. Material: ulei pe carton                                         | Cadru din natură având ca centru optic schioripe pârtie. Stg. dreapta, arbori în gamă de ocru-galben; gamă stabilă de albastru și culori de pământ; în partea de jos, griuri colorate; desen în pete largi de culoare; paletă restrânsă. Ocru și roșu englez în amestec, cu accent de albastru. | Muzeul Județean Argeș, Pitești | Cimec    |
|      | Odaliscă Autor: Popescu, Vasile                         | Datare: 1937 Școală: Școala modernă românească Dimensiuni: L = 72 cm., l = 60 cm. Material: ulei pe pânză                                                                      | Portret compozițional în pastă subțire, în gamă de griuri calde și reci. Desen pictural modulat cu întreruperi. Compoziție piramidală, formată din planuri largi de culoare, în partea de jos gamă de griuri de galben. Portret de tip oriental, cu ochi alungiți, având pe cap un batic verde (veromse) și roșu englez. Carnația este redată în mante de roz în lumină și ocru auriu, în umbră. Întregul personaj este susținut de fundal în brun și ocru galben. Pastă subțire de culoare și zone unde pânza este lăsată liberă. | Muzeul Județean Argeș, Pitești | Cimec    |
|      | Peisaj cu vase pescărești Autor: Popescu, Vasile        | Datare: 1937 Școală: Școala modernă românească Dimensiuni: L = 67 cm., l = 57,5 cm. Material: ulei pe carton                                                                   | Peisaj din Balcic, cu vase pescărești, într-o gamă de griuri colorate de ocru verzui și alburi. Compoziție cu desen înclinat, în dreapta având în prim plan vase pescărești, în gamă de albastru și ocru. În planul doi, case cu acoperișuri în roșu englez, cu tonuri rupte de ocru și alburi. Centrul optic este susținut de o bandă orizontală, albastru cobalt. Pensulație plată de tip decorativ și desen în linii drepte. Catargul vertical împarte lucrarea după secțiunea de aur. | Muzeul Județean Argeș, Pitești | Cimec    |
|      | Portret Autor: Demetrescu-Mirea, Gheorghe               | Datare: 1885 Școală: Școala modernă românească Dimensiuni: L = 75 cm., l = 65 cm. Material: ulei pe pânză                                                                      | Portret de bărbat cu perciuni și mustață; vestimentație de gală cu lavalieră la gât. Tonuri închise de clarobscur în fundal; fondul închis aproape de negru. Tonuri de culoare monocoloră. | Muzeul Județean Argeș, Pitești | Cimec    |
|      | Portret Autor: Băeșu, Aurel                             | Datare: Prima jumătate a sec. al XX-lea Școală: Școala modernă românească Dimensiuni: L = 67 cm., l = 55 cm. Material: ulei pe pânză                                           | Portret compozițional - personaj având mâinile încrucișate în dreptul pieptului. Gamă de griuri colorate în fundal; studiu de portret în centrul optic al compoziției. Tonuri rupte de culoare de la gri de verde la roșu-englez. | Muzeul Județean Argeș, Pitești | Cimec    |
|      | Mănăstirea cu două turle Autor: Popescu, Ștefan         | Datare: Început de sec. XX Școală: Școala modernă românească Dimensiuni: L = 65 cm., l = 50 cm. Material: ulei pe pânză                                                        | Peisaj cu mănăstire pe întreaga suprafață, cu gard tip cetate. Desen figurativ, tușă de expresie, în gamă rece (predominant verde), tentă plată de culoare vibrată; griuri colorate în ocruri, brunuri și verde; paletă rece de culoare: Registrul de sus (cerul), gri colorat, gamă deschisă. | Muzeul Județean Argeș, Pitești | Cimec    |
|      | Case Autor: Steriadi, Jean Alexandru                    | Datare: Prima jumătate a sec. al XX-lea Școală: Școala modernă românească Dimensiuni: L = 96 cm., l = 64 cm. Material: ulei pe pânză                                           | Cadru din peisaj pe orizontal, în gamă de brunuri și violet. În prim plan, un copac desfrunzit, compus după secțiunea de aur, desfășoară compoziția după un desen ondulat, în gamă de albastru și brun. Planul doi, case orizontale în griuri colorate de ocru, galben și violet, susțin compoziția. Centrul optic echilibrat de ferestre albastru-prusia-verde, cu irizări de roșu englez. Culorile calde sunt decupate printre crengile copacului într-o gamă de galben și accente de orange, cu pensulație vibrată. | Muzeul Județean Argeș, Pitești | Cimec    |
|      | Interior cu femeie Autor: Pallady, Theodor              | Datare: Prima jumătate a sec. al XX-lea Școală: Școala modernă românească Dimensiuni: L = 68,5 cm., l = 52 cm. Material: ulei pe carton                                        | Personaj stând pe canapea, cu o pereche de cărți în mână. În dreapta, o masă pe care este organizată o natură statică. Studiu de personaj feminin realizat într-un acord roșu-verde cu inflexiuni de griuri colorate. Lumina vine din dreapta și pune în valoare întreaga compoziție într-un raport valoric și cromatic. | Muzeul Județean Argeș, Pitești | Cimec    |
|      | Fată cu maramă Autor: Grigorescu, Nicolae               | Datare: A doua jumătate a sec. al XIX-lea Școală: Școala modernă românească Dimensiuni: L = 26 cm., l = 16 cm. Material: ulei pe pânză                                         | Portret adâncit psihologic și pictat în câteva pete de culoare, reprezentând un chip de țărancă din Muscel. Fondul brun scoate în evidență fața personajului, căreia i se acordă o importanță deosebită, fiind lucrat cu multă migală întreaga anatomie. Marama este tratată în pete largi de lumină și umbră, culorile cu predominație brun și câteva griuri de ocru. | Muzeul Județean Argeș, Pitești | Cimec    |
|      | Odaliscă Autor: Iser, Iosif                             | Datare: Prima jumătate a sec. al XX-lea Școală: Școala modernă românească Dimensiuni: L = 56 cm., l = 45,5 cm. Material: guașă; hârtie lipită pe carton                        | Personaj compus pe diagonală, având vestimentație orientală. Gamă cromatică de griuri colorate, cu dominantă de albastru și ocru, având în fundal pensulație liberă, ușor decorativă. Personajul feminin se încadrează într-o formă geometrică, în material textil transparent. Desen în linii curbe moi, cu accente de albastru cobalt. | Muzeul Județean Argeș, Pitești | Cimec    |
|      | Țărancă torcând Autor: Dimitrescu, Ștefan               | Datare: Prima jumătate a sec. al XX-lea Școală: Școala modernă românească Dimensiuni: L = 63,5 cm., l = 52,5 cm. Material: ulei pe carton                                      | Femeie îmbrăcată în costum național, stând jos cu furcă și fus în mână. Compoziție pe diagonală în gamă de roșu permanent și albastru ultramarin pe fundal de covor țărănesc. Desen figurativ cu ample detalii de culoare pe costum și pe figură. | Muzeul Județean Argeș, Pitești | Cimec    |
|      | Natură statică cu fructe Autor: Acontz, Nutzi           | Datare: Prima jumătate a sec. al XX-lea Școală: Școala modernă românească Dimensiuni: L = 81 cm., l = 65 cm. Material: ulei pe pânză                                           | Compoziție formată din două registre cu obiecte așezate pe o masă cu draperie. Materialități diferite: lemn, porțelan, sticlă și material textil; gamă cromatică: tonuri de griuri colorate reci de la verde-galben, brun și griuri de albastru. Fundalul de un albastru închis, pune în evidență fructele și obiectele propriu-zise. Pastă în strat subțire, desen modulat în culoare, stabilește centrul de interes pe coșul de fructe. Lucrare împărțită după secțiunea de aur. Pe spatele pânzei, în ștampilă ovală "Toiles 8 Couleurs extrafines lucien Lefebrae Foinet Paris, 19 Rue Vauin and Rue Brea". A figurat în Expoziția Retrospectivă, organizată la Muzeul de Artă din Iași (24.12.1967-14.01.1968). Nr. catalog 21. | Muzeul Județean Argeș, Pitești | Cimec    |
|      | Femeie în negru Autor: Pallady, Theodor                 | Datare: Prima jumătate a sec. al XX-lea Școală: Școala modernă românească Dimensiuni: L = 60,5 cm., l = 50 cm. Material: ulei pe carton                                        | Pe spatele lucrării, un personaj feminin (odaliscă), început și neterminat. Personaj feminin întins pe pat, ce se sprijină cu capul în mâna dreaptă. În prim plan, un vas cu flori și fruct pe o masă. Studiu de personaj ușor in diagonală, într-o cromatică de violet-carmin, orange, ocru. Griuri colorate, în pastă subțire, scot în evidență negrul personajului care pauzează întreaga compoziție. Desen lapidar, cu accente decorative de roșu-verde în planul îndepărtat. | Muzeul Județean Argeș, Pitești | Cimec    |
|      | Studiu de nud Autor: Dimitrescu, Ștefan                 | Datare: Prima jumătate a sec. al XX-lea Școală: Școala modernă românească Dimensiuni: L = 95 cm., l = 80 cm. Material: ulei pe pânză                                           | Compoziție cu nud în atelier într-o atitudine firească, melancolică. În prim plan personajul feminin este realizat într-o gamă de orange - ocru - brun specifică carnației. Fundal clar - obscur cu intervenții de desen cu brun, reprezentând o vitrină cu cărți. Dreapta sus, un mulaj de gips "Venus din Milo". | Muzeul Județean Argeș, Pitești | Cimec    |
|      | Bărci Autor: Bunescu, Marius                            | Datare: 1950 Școală: Școala modernă românească Dimensiuni: L = 55 cm., l = 40 cm. Material: ulei pe pânză                                                                      | Compoziție pe plajă, cu ambarcațiuni; imagine perspectivală, în prim plan, cu patru bărci într-o cromatică de albastru ocru. Accente fine de culoare cu irizări de roz și alb. Desen figurativ. | Muzeul Județean Argeș, Pitești | Cimec    |
|      | Portret de copil Autor: Baba, Corneliu                  | Datare: 1972 Școală: Școala modernă românească Dimensiuni: L = 80 cm., l = 61 cm. Material: ulei pe pânză                                                                      | Portret de copil îmbrăcat în haină roșie cu guler alb, stând pe un scaun cu spătar, verde. În fundal, griuri colorate, brunuri, centru de interes - pe portretul copilului . Gamă în roșu, verde (culori-grave), ex: accent de negru. | Muzeul Județean Argeș, Pitești | Cimec    |
|      | Peisaj citadin Autor: Tonitza, Nicolae                  | Datare: Prima jumătate a sec. al XX-lea Școală: Școala modernă românească Dimensiuni: L = 59 cm., l = 48 cm. Material: ulei pe carton                                          | Peisaj cu case, în prim-plan ramuri de copac, planul următor, case cu acoperișuri în cromatică variată: roșu, gri, negru. Desen cu negru și brun, gamă variată în prim-plan de griuri de ocru. Pe spatele tabloului: Bon de intrare nr. 617. Numele ofertantului: Natti Victoria și I. Constantinescu. Obiectul: N. Tonitza - 20.000 lei. | Muzeul Județean Argeș, Pitești | Cimec    |
|      | Nud cu chitară Autor: Pallady, Theodor                  | Datare: Prima jumătate a sec. al XX-lea Școală: Școala modernă românească Dimensiuni: L = 78 cm., l = 67 cm. Material: ulei pe carton                                          | Compoziție realizată în pastă subțire, în scenă tipic artistului, cu desen în linii drepte și curbe. Cromatică în griuri colorate roșu, galben, gri neutru. Personaj întins pe canapea cu chitară, în planuri decorative, ce pun în valoare cenrtul de interes al lucrării. | Muzeul Județean Argeș, Pitești | Cimec    |
|      | Femeie cu jachetă galbenă în fotoliu Autor: Iser, Iosif | Datare: 1943 Școală: Școala modernă românească Dimensiuni: L = 100 cm., l = 50 cm. Material: ulei pe carton                                                                    | Portret compozițional, în cromatică colorată galben-verzui și albastru de Prusia. Accent plastic roșu, ce susține centrul optic al lucrării. Pe fundal, griuri colorate de ocru și albastru. Desen din culoare, sugerând viguros mâinile și membrele inferioare. | Muzeul Județean Argeș, Pitești | Cimec    |
|      | Neliniște Autor: Țuculescu, Ion                         | Datare: 1960 Școală: Școala modernă românească Dimensiuni: L = 55,5 cm., l = 46,5 cm. Material: ulei pe pânză                                                                  | Compoziție conceptuală lucrată în maniera artistului, compusă după două registre: registrul sup. în brunuri, ocruri și violet, gama de jos roșu, negru, brun. Combinație de pastă subțire și groasă de culoare. Element distinctiv ochiul care se găsește pe întreaga suprafață a lucrării. Desen dinamic cu accente deschise de ocru. Semnătură în monogramă triunghiulară (Țuc.). A figurat la Expoziția din Oslo, 1969. Identificat cu catalog nr. 19. | Muzeul Județean Argeș, Pitești | Cimec    |
|      | Portret de femeie Autor: Pallady, Theodor               | Datare: A doua jumătate a sec. al XX-lea Școală: Școala modernă românească Dimensiuni: L = 54 cm., l = 40 cm. Material: acuarelă și creion                                     | Desen portret șezând; schiță de compoziție în creion. Hașură pe portret; laviu de acuarelă; fundal culoarea hârtiei. | Muzeul Județean Argeș, Pitești | Cimec    |